# Tarbosaurus
Tarbosaurus (/ˌtɑːrbəˈsɔːrəs/; nghĩa là "thằn lằn khủng khiếp") là một chi khủng long chân thú (Theropoda) thuộc họ Tyrannosauridae từng phát triển mạnh ở châu Á trong khoảng 70 đến 65 triệu năm trước, vào Hậu Phấn trắng. Hoá thạch được tìm thấy tại Mông Cổ, và các mẩu hoá thạch rời rạc được tìm thấy xa hơn ở Trung Quốc. Mặc dù nhiều danh pháp loài đã được đặt ra, nhưng các nhà cổ sinh vật học hiện đại chỉ công nhận có một loài, T. bataar, là hợp lệ. Một số chuyên gia cho rằng loài này thực sự là một đại diện ở châu Á chi Tyrannosaurus, nếu đúng như vậy, điều này sẽ khiến Tarbosaurus không còn là một chi hợp lệ. Ngay cả khi không được coi là đồng nghĩa thì Tarbosaurus và Tyrannosaurus vẫn được coi là có quan hệ họ hàng gần. Một số tác giả cho rằng Alioramus, một chi cũng từng sinh sống ở Mông Cổ, có họ hàng gần gũi nhất với Tarbosaurus. Giống như hầu hết các loài Tyrannosauridae đã được phát hiện, Tarbosaurus là loài ăn thịt dữ dằn, nặng tới 6 tấn và có khoảng 60 chiếc răng lớn sắc nhọn. Nó có một cơ chế khóa độc đáo duy nhất ở hàm dưới của nó và tỷ lệ chi trước so với cơ thể nhỏ nhất trong số các loài thuộc họ Tyrannosauridae, nổi tiếng với các chi trước nhỏ bất cân xứng và có hai ngón.
Tarbosaurus sống ở nơi hay ngập lụt dọc theo các con sông. Trong môi trường này, nó là loài ăn thịt hàng đầu, nằm ở đỉnh của chuỗi thức ăn, có lẽ là săn bắt các loài khủng long lớn khác như Saurolophus (họ Hadrosauridae) hoặc khủng long chân thằn lằn (Sauropoda) như Nemegtosaurus (họ Nemegtosauridae). Tarbosaurus được thể hiện rõ ràng trong các hồ sơ hóa thạch, được biết đến từ hàng chục mẫu vật, bao gồm cả một số hộp sọ và bộ xương hoàn chỉnh. Các dấu tích này cho phép các nghiên cứu khoa học tập trung vào phát sinh chủng loài, cơ chế hộp sọ, và cấu trúc bộ não của nó.

## Mô tả

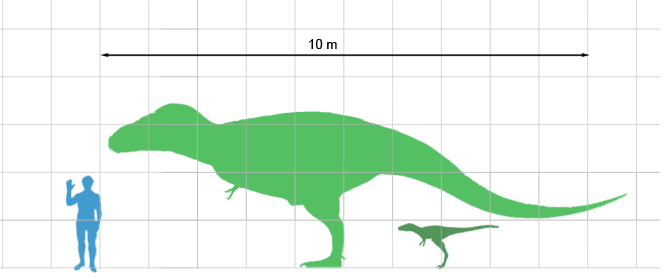
Một người (25 tuổi) so sánh với cá thể Tarbosaurus (2 tuổi) theo kích thước chuẩn của con người

Mặc dù có kích thước nhỏ hơn Tyrannosaurus nhưng Tarbosaurus vẫn là một trong những loài lớn nhất trong họ Tyrannosauridae. Kích thước lớn nhất được biết đến là vào khoảng 10 đến 12 mét (30 tới 40 ft). Khối lượng của một cá thể trưởng thành được coi là tương đương hoặc nhỏ hơn một chút so với khủng long bạo chúa.
Hộp sọ lớn nhất của loài Tarbosaurus được biết đến có kích thước hơn 1,3 m (4 ft), lớn hơn tất cả các loài khác trong họ Tyrannosauridae, ngoại trừ khủng long bạo chúa. Xương sọ cao, giống như khủng long bạo chúa, nhưng không rộng, đặc biệt là hướng về phía sau. Rìa hộp sọ không được mở rộng có nghĩa là mắt của Tarbosauruskhông phải đối mặt trực tiếp về phía trước, cho thấy rằng tầm nhìn của nó không bằng khủng long bạo chúa. Có nhiều lỗ hổng lớn trong hộp sọ làm giảm trọng lượng của nó. Với khoảng từ 58 cho đến 64 răng hàm, nhiều hơn một chút so với khủng long bạo chúa nhưng lại ít hơn so với vài loài Tyrannosauridae nhỏ hơn như Gorgosaurus và Alioramus. Hầu hết các răng của nó có hình bầu dục ở mặt cắt ngang, mặc dù những chiếc răng trước hàm ở mũi có mặt cắt ngang hình chữ D. Kiểu sắp xếp răng này là đặc trưng của họ. Răng dài nhất là thuộc hàm trên (xương hàm trên), với thân răng dài đến 85 mm (3,3 in). Ở hàm dưới, một chóp trên bề mặt ngoài của xương góc khớp nối với phía sau của xương răng cưa, tạo ra một kết cấu khóa duy nhất của Tarbosaurus và Alioramus. Nhiều loài Tyrannosauridae khác không có chóp răng này nhưng lại có sự linh hoạt hơn ở hàm dưới.
Tyrannosauridae có thay đổi nhỏ trong hình dáng cơ thể, và Tarbosaurus cũng không là ngoại lệ. Phần đầu được hỗ trợ bởi một đoạn cổ hình chữ S, trong khi phần còn lại của cột sống, bao gồm cả đuôi, được cấu trúc theo chiều ngang. Tarbosaurus có chi trước nhỏ, và có tỷ lệ kích thước cơ thể nhỏ nhất so với tất cả các thành viên khác trong họ. Tay có hai vuốt, cộng thêm thêm một xương bàn tay thứ ba được tìm thấy ở một số mẫu vật, tương tự như các chi khác có liên quan chặt chẽ. Holtz đã cho rằng Tarbosaurus cũng có một ngón tay IV-I như Khủng long chân thú "tiếp tục phát triển" hơn so với nhiều loài Tyrannosauridae khác. Xương bàn tay thứ hai trong số các mẫu Tarbosaurus được ông nghiên cứu có kích thước nhỏ hơn hai lần so với chiều dài của xương bàn tay đầu tiên (nhiều loài khác trong họ Tyrannosauridae cũng có xương bàn tay thứ hai có chiều dài gấp đôi chiều dài của xương bàn tày đầu tiên). Ngoài ra, xương bàn tay thứ ba của Tarbosaurus có tỷ lệ ngắn hơn so với các loài Tyrannosauridae khác; một vài loài khác trong họ Tyrannosauridae như Albertosaurus hay Daspletosaurus đều có xương bàn tay thứ ba dài hơn xương bàn tay thứ nhất, trong khi các mẫu vật Tarbosaurus được nghiên cứu bởi Holtz, xương bàn tay thứ ba đều ngắn hơn những cái trước.
Trái ngược với chi trước, chi sau của Tarbosaurus có ba ngón dài và dày, hỗ trợ cơ thể trong tư thế đứng bằng hai chân. Đuôi dài và nặng phục vụ như là một đối trọng với đầu, thân và đặt trọng tâm trên hông.

## Phân loại và phương pháp phân loại
Tarbosaurus được phân loại là một loại khủng long chân thú trong phân họ Tyrannosaurinae thuộc họ Tyrannosauridae. Các thành viên khác bao gồm Tyrannosaurus và Daspletosaurus có trước đó, cả hai đều từ Bắc Mỹ, và cũng có thể là chi Alioramus ở Mông Cổ. Các loài trong phân họ này có quan hệ họ hàng gần với Tyrannosaurus hơn là với Albertosaurus và chúng được biết đến vì tầm vóc tráng kiện với các hộp sọ cân xứng lớn hơn và xương đùi dài hơn so với phân họ Albertosaurinae.
Tarbosaurus bataar ban đầu được mô tả như là một loài khủng long bạo chúa (Tyrannosaurus), một sự sắp xếp đã được hỗ trợ bởi một số nghiên cứu gần đây. Nhiều người khác thích xếp loài này vào một chi riêng biệt, trong khi vẫn công nhận việc phân loại chúng như là một chi chị em của khủng long bạo chúa. Một phân tích theo nhánh năm 2003 dựa trên các đặc trưng hộp sọ đã nhận định Alioramus là họ hàng gần gũi nhất đã biết của Tarbosaurus, do hai chi này chia sẻ các đặc điểm hộp sọ liên quan đến sự phân bố ứng suất không được tìm thấy ở các loài Tyrannosaurinae khác. Nếu được chứng minh, mối quan hệ này sẽ chống lại quan điểm trước đây cho rằng Tarbosaurus là từ đồng nghĩa của Tyrannosaurus và gợi ý rằng các dòng dõi Tyrannosaurinae tách biệt đã phát triển ở châu Á lẫn Bắc Mỹ. Hai mẫu vật được biết đến của Alioramus, thể hiện các đặc điểm con non, nhưng không có khả năng rằng chúng là những cá thể Tarbosaurus đang ở giai đoạn này vì số lượng răng của chúng nhiều hơn (76-78 răng) và một hàng bướu xương độc đáo duy nhất dọc theo đỉnh phần mõm của chúng.

## Khám phá và đặt tên

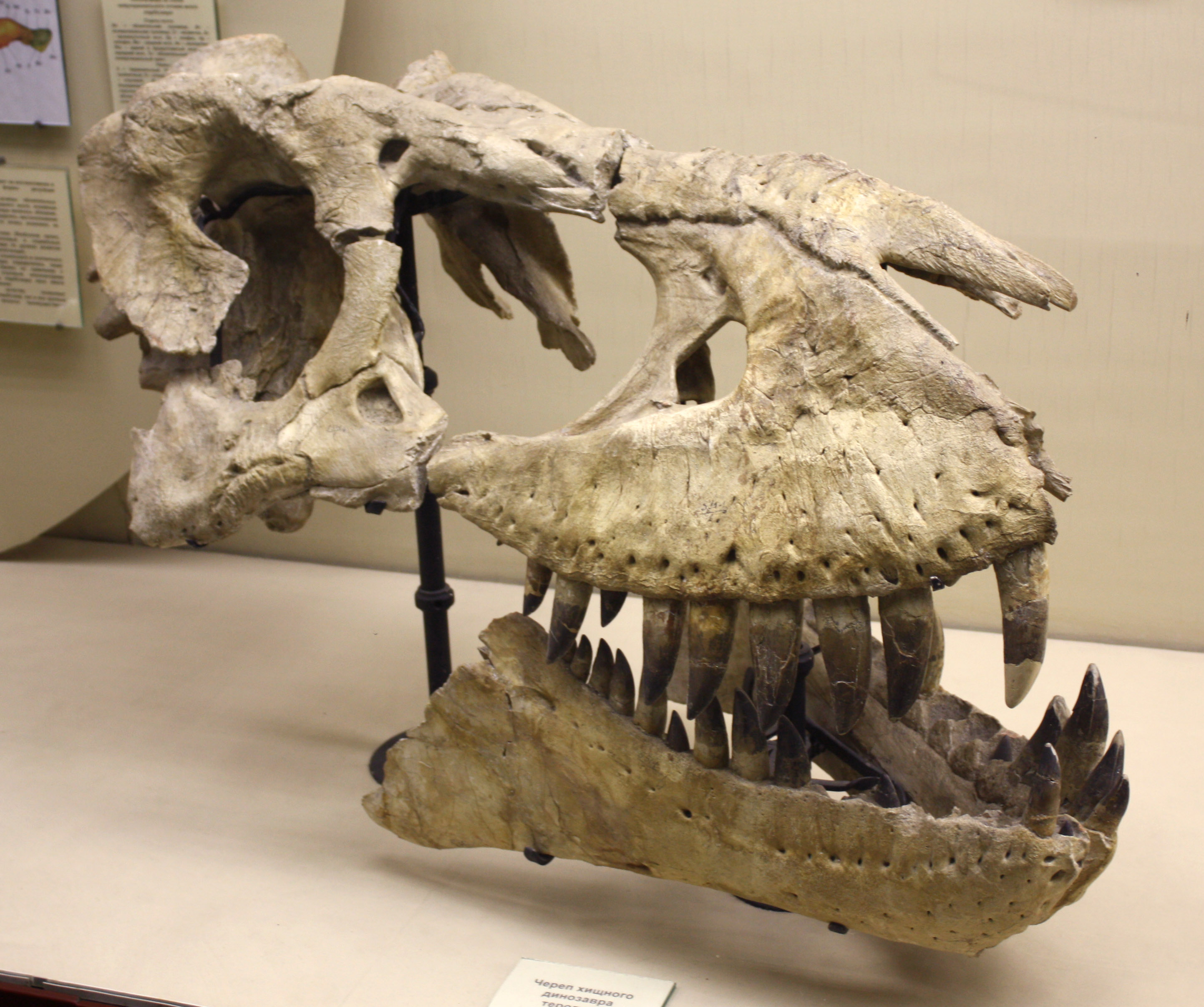
Hộp sọ mang số hiệu PIN 551-1, Bảo tàng Cổ sinh vật học, Moskva

Trong năm 1946, một cuộc thám hiểm chung Xô Viết-Mông Cổ tại sa mạc Gobi ở tỉnh Ömnögovi đã lật lên được một hộp xương sọ lớn và một vài đốt sống của khủng long chân thú trong thành hệ Nemegt. Trong năm 1955, Evgeny Maleev, một nhà cổ sinh vật học người Nga, đã dùng mẫu vật này làm mẫu gốc (PIN 551-1) cho một loài mới, mà ông gọi là Tyrannosaurus bataar. Tên định danh loài này xuất phát từ một lỗi chính tả trong tiếng Mông Cổ баатар/Baatar ("anh hùng"). Trong cùng năm đó, Maleev cũng đã miêu tả và đặt tên ba hộp sọ khủng long chân thú mới, mỗi tên đều gắn với các di cốt bộ xương được phát hiện bởi đoàn thám hiểm trong năm 1948 và năm 1949. Mẫu vật đầu tiên trong số này (PIN 551-2) được đặt tên là Tarbosaurus efremovi, một tên loài mới hợp thành từ tiếng Hy Lạp cổ đại ταρβος/tarbos (có nghĩa là "khủng bố", "báo động", "khủng khiếp", hoặc "tôn kính") và σαυρος/sauros ("thằn lằn"), và phần định danh loài được đặt theo tên của Ivan Yefremov, một nhà cổ sinh vật học Nga đồng thời là một tác giả khoa học viễn tưởng. Hai mẫu vật kia (PIN 553-1 và 552-2 PIN) cũng được đặt tên là loài mới và được gán vào chi có xuất xứ Bắc Mỹ là Gorgosaurus (tương ứng là G. lancinator và G. novojilovi). Cả ba mẫu vật này đều nhỏ hơn so với mẫu vật đầu tiên.
Một bài báo năm 1965 của A.K. Rozhdestvensky ghi nhận tất cả các mẫu vật của Maleev là cùng một loài nhưng ở những giai đoạn phát triển khác nhau, mà ông cho là khác biệt so với khủng long bạo chúa Bắc Mỹ. Ông đã tạo ra một tổ hợp mới, từ Tyrannosaurus bataar thành Tarbosaurus bataar, bao gồm tất cả các mẫu vật được mô tả vào năm 1955 cũng như các tài liệu mới hơn. Nhiều tác giả sau đó, bao gồm cả Maleev, cũng đồng tình với phân tích của Rozhdestvensky, mặc dù một số người sử dụng tên Tarbosaurus efremovi thay vì T. bataar. Nhà cổ sinh vật học người Mỹ, Kenneth Carpenter đã kiểm tra lại các mẫu vật vào năm 1992. Ông kết luận rằng nó thuộc về chi Khủng long bạo chúa, như dự đoán ban đầu được công bố bởi Maleev, và gộp tất cả các mẫu vật được phát hiện vào loài Tyrannosaurus bataar trừ phần di cốt mà Maleev đã đặt tên là Gorgosaurus novojilovi. Carpenter nghĩ rằng mẫu vật này đại diện cho một chi riêng biệt, nhỏ hơn của họ Tyrannosauridae, mà ông gọi là Maleevosaurus novojilovi. Trong khi đó, George Olshevsky lại tạo ra tên chung mới là Jenghizkhan (được đặt tên theo Thành Cát Tư Hãn) cho Tyrannosaurus bataar vào năm 1995, trong khi cũng công nhận Tarbosaurus efremovi và Maleevosaurus novojilovi, để tạo ra 3 chi khác biệt và đồng thời cho thành hệ Nemegt. Một cuộc nghiên cứu vào năm 1999 sau đó đã phân loại lại Maleevosaurus và sắp xếp nó như là Tarbosaurus đang tuổi trưởng thành. Tất cả các nghiên cứu được công bố từ năm 1999 chỉ công nhận một loài duy nhất, hoặc là Tarbosaurus bataar hoặc là Tyrannosaurus bataar.
Tiếp bước những cuộc thám hiểm Nga-Mông Cổ ban đầu trong thập niên 1940, những cuộc thám hiểm chung Ba Lan-Mông Cổ vào sa mạc Gobi đã được bắt đầu thực hiện vào năm 1963 và kéo dài cho đến năm 1971, đã khám phá và phục hồi nhiều hóa thạch mới, bao gồm các mẫu vật mới của Tarbosaurus từ thành hệ Nemegt. Những cuộc thám hiểm liên quan tới các nhà khoa học Nhật Bản và Mông Cổ được thực hiện từ năm 1993 đến năm 1998, cũng như những cuộc thám hiểm tư nhân được tổ chức bởi nhà cổ sinh vật người Canada, Phil Currie quanh những năm đầu thế kỷ 21, đã phát hiện và thu thập thêm tài liệu vệ Tarbosaurus. Cho đến nay, đã có hơn 30 mẫu vật được biết đến, bao gồm hơn 15 hộp sọ và một số bộ xương hậu hộp sọ hoàn chỉnh.
Những mẫu vật của Tarbosaurus hiện mới chỉ được phát hiện ở xung quanh khu vực sa mạc Gobi thuộc Mông Cổ và Trung Quốc, cả hai nước đều cấm xuất khẩu, mặc dù vẫn có một số mẫu vật bị đánh cắp bởi các nhà sưu tập tư nhân.